# Noroi: The Curse
Noroi (ノロイ lit. Maldición?) es una película de terror japonés en formato de falso documental, dirigida y coescrita por Kōji Shiraishi. La película es inusualmente larga y compleja para el género J-Horror, que abarca poco menos de dos horas y con un reparto principal de más de veinticinco personajes.[cita requerida]
Es protagonizada por Jin Muraki como Masafumi Kobayashi, un investigador de lo paranormal que investiga una serie de eventos misteriosos para un documental. El elenco de la película también incluye a la actriz Marika Matsumoto, quien interpreta una versión ficticia de sí misma, así como a Rio Kanno, Tomono Kuga y Satoru Jitsunashi.

## Trama
La película comienza en una sala de edición de vídeo, donde una voz en off describe brevemente a Masafumi Kobayashi, un experto en lo paranormal que produjo una serie de libros y películas sobre la actividad sobrenatural en todo Japón.
La película muestra luego la investigación de Kobayashi sobre una mujer llamada Junko Ishii y su hijo sin nombre, que llegan cuando Kobayashi fue contactado por una vecina. Poco después de la primera visita de Kobayashi, Ishii se muda fuera de la ciudad y los vecinos que tuvieron contacto con Kobayashi mueren en un accidente de coche. Ishii no es vista o mencionada hasta el desenlace de la película.
Durante la primera mitad de la película que se muestra a continuación, se despliega una serie de constantes eventos sin relación aparente, entre ellas la desaparición de una niña psíquica, un programa de televisión sobre casos paranormales, un suicidio en masa, donde los participantes se cuelgan de cuerdas anudadas de manera similar y muchos extraños sucesos más.
La multitud de acontecimientos no parece tener ninguna similitud entre sí, hasta que la segunda parte de la película comienza. Aquí, se hace evidente que todos los eventos están relacionados con una entidad misteriosa conocida como Kagutaba.
La búsqueda de Kobayashi para encontrar la verdad lo lleva a un área regional de Nagano, la cual muchos años antes era ciudad muy religiosa. La ciudad llevó a cabo una ritual demoníaco para contener a Kagutaba, hasta que fue demolida para construir una represa.
Mientras que la película llega a su fin, la relación de cada personaje con Kagutaba se hace evidente y las historias individuales y muchos hilos narrativos señalan a una conclusión climática única.
Fiel al lema de la película, todo el mundo muere, la mayor parte del elenco principal muere en la conclusión de la película. Después que la película de Kobayashi termina, volvemos a la sala de edición de vídeo, donde continúa la voz en off diciendo que Kobayashi y su familia murieron en un incendio pocos días después de los acontecimientos de la película. Además, varios otros personajes han muerto en extrañas e inexplicables maneras, incluyendo a Hiro, un psíquico que fue encontrado en un conducto de ventilación.
La voz en off anuncia después que el video de la cámara de Kobayashi fue enviado de forma anónima a un canal de televisión y este material se reproduce. En este se ve a Kobayashi y su esposa cenando con el hijo de Junko Ishii (a quien adoptaron), cuyo nombre aún se desconoce. Después de una serie de circunstancias más oídas que vistas (por el movimiento desconcertante de la cámara), la cámara se estabiliza al mostrar a la esposa de Kobayashi, al parecer bajo la maldición o posesión, quien se prende fuego a sí misma y el hijo de Junko Ishii sale de la habitación junto con Hiro, quien había escapado de la institución en donde estaba internado.
La voz en off anuncia entonces que la esposa de Kobayashi fue encontrada quemada abajo de los restos, pero tampoco Kobayashi ni el misterioso muchacho se han visto. La película termina ambiguamente aquí, con un clip corto de la película con enfriamiento de clímax mostrando aparentemente a Kana rodeada de lo que parecen ser bebés caminando encima de ella, seguido de inmediato por los créditos.
La película está filmada en su totalidad con una cámara DV, para simular la sensación de documentales realizados en el hogar y para ahorrar espacio en el presupuesto para la comercialización. Aun así la película tuvo una gran cantidad de publicidad atípica a pesar de su presupuesto y género.

## Reparto
- Jin Muraki como Masafumi Kobayashi.
- Rio Kanno como Kana Yano.
- Tomono Kuga como Junko Ishii.
- Maria Takagi como ella misma.
- Angâruzu como él mismo.
- Hiroshi Aramata como invitado de la TV.
- Yôko Chôsokabe como Kimiko Yano.
- Dankan como invitado de la TV.
- Tomomi Eguchi como ella misma.
- Gôkyû como invitado de la TV.
- Miyoko Hanai como Keiko Kobayashi.
- Ai Iijima como invitado de la TV.
- Makoto Inamori como Kôichi Hirotsu.
- Ryûnosuke Iriyama como niño psíquico.
- Satoru Jitsunashi como Mitsuo Hori.
- Takashi Kakizawa como Shin'ichi Ôsawa.
- Shûta Kambayashi como niño junto a Junko.
- Kei Matsubara como presentador de TV.
- Ken'ichirô Matsui como él mismo.
- Marika Matsumoto como ella misma.
- Hisashi Miyajima como él mismo.
- Mana Okada como Midori Kimino.
- Yôichi Okamura como Event Emcee.
- Mikako Okui como ella misma.
- Ryôko Okui como ella misma.
- Kazuhide Shioya como él mismo.
- Hajime Suzuki como él mismo.
- Hitomi Takashima como Takami Shimizu.
- Toshinori Tanimura como él mismo.
- Yoshiki Tano como Teruyuki Yano.
- Toshimaru Yasuno como Aldeano.
- Takaaki Yuhara como él mismo.

## Recepción
La película recibió críticas generalmente alta, aunque algunos críticos estaban disgustados por su trama inusualmente larga y complicada.[cita requerida] Sin embargo, esta salida de la típica plantilla de J-Horror hallado gracia delante de la mayoría de los críticos, en particular los que se especializan en el Género de terror.
Koichi Irikura de Cinema Today incluyó a Noroi: The Curse en su lista de las mejores películas de terror de "estilo documental", y calificó el guion de "excelente". Niina Doherty de HorrorNews.net llamó a Noroi: The Curse "la mejor película de metraje encontrado de la década", refiriéndose a ella como "bien elaborada, creíble y, lo más importante de todo, realmente aterradora". Rob Hunter de Film School Rejects elogió la película por "ofrecer una experiencia fascinante y cada vez más aterradora empaquetada en la forma de una producción supremamente competente". Joshua Meyer de /Film escribió que la película, con su "mitología intrincada", es "como ver una temporada completa". de The X-Files condensado en dos horas inquietantes".
La escritora Megan Negrych señaló que la película "teje una historia compleja de maldiciones, demonios y los olvidados con una gran atención prestada a la tensión atmosférica y la narrativa lentamente construida para conseguir una experiencia de terror más sutil y altamente efectiva". Meagan Navarro de Bloody Disgusting enfatizó la "narrativa metódica" de la película y escribió: "Para muchos, funciona. Para otros, se arrastrará sin una recompensa satisfactoria a tal ritmo. Donde sea que caigas en ese espectro de disfrute, el lugar de Noroi en el horror sigue siendo fascinante".